# Cloniella
Cloniella es un género de saltamontes longicornios de la subfamilia Saginae. Se distribuye en África.

## Especies
Las siguientes especies pertenecen al género Cloniella:
- Cloniella praedatoria (Distant, 1892)
- Cloniella zambesica Kaltenbach, 1971